# صموئيل إف. روجرز
صموئيل إف. روجرز (بالإنجليزية: Samuel F. Rogers)‏ هو عسكري أمريكي، ولد في 23 يوليو 1834 في بوفالو في الولايات المتحدة، وتوفي في 1 نوفمبر 1905 في مقاطعة كوك في الولايات المتحدة.